# Hello Again (Howard-Carpendale-Lied)
Hello Again ist ein Schlager von Howard Carpendale aus dem Jahr 1984, der unter anderem zum Top-10-Hit avancierte.

## Entstehung und Text
Das Lied wurde von Carpendale gemeinsam mit Irma Holder und Joachim Horn-Bernges geschrieben und von Carpendale gemeinsam mit Dieter Weidenfeld produziert. Ursprünglich hieß der Song Alone Again. Als Carpendale ihn gemeinsam mit vier oder fünf anderen Liedern seiner damaligen Frau vorspielte und sie fragte, welchen sie am besten fand, entschied sie sich für diesen, hatte jedoch im Refrain Hello Again verstanden. Carpendale wies sie auf das Missverständnis hin, doch sie sagte: „Aber Hello Again ist schöner, wenn du ein Jahr weg warst.“ Carpendale blieb nur zu sagen: „Da hast du nicht unrecht.“ Der Song kam laut Carpendale mit dem daraufhin geänderten Text „auf den Markt und ging ab wie eine Rakete.“
So beginnt der Song auch mit „Ein Jahr lang war ich ohne dich / Ich brauchte diese Zeit für mich...“ Der Protagonist geht die Straße entlang und sieht noch Licht im Zimmer der geliebten Person und beschließt trotz Zweifeln, sie wieder zu besuchen.
Er kommt zu seiner Liebsten zurück, nachdem er sie anscheinend überraschend lange verlassen hatte. Auf seinem Weg zu ihrer Wohnung, in der er nachts noch Licht brennen sieht, bekommt er Angst, was geschehen wird, wenn er ihr gegenübersteht. Trotzdem ist er erfüllt von Hoffnung und Sehnsucht, die Verlässlichkeit und von ihm verlassene Heimat wiederzufinden.

## Veröffentlichung
Hello Again erschien im Januar 1984 bei EMI. Der Song entwickelte sich schnell zum Hit und erreichte in Deutschland Platz fünf der Charts (19 Chartwochen), in Österreich Platz zehn (vier Wochen) und in der Schweiz Platz drei (15 Wochen). Im Februar 1984 erschien auch das gleichnamige Album. Der Song ist auch auf diversen Kompilationen enthalten, etwa auf Die Superhitparade im ZDF von 1984. 1991 erschien auch eine englischsprachige Version von Carpendale.
In der ZDF-Hitparade wurde Hello Again am 31. März 1984 per TED auf Platz zwei gewählt; Carpendale sang den Song daher in der darauffolgenden Sendung am 28. April 1984 erneut. Am 17. Januar 1985 sang Carpendale das Lied dann auch in der ZDF-Sendung Die Superhitparade - Hits des Jahres ’84. Ebenso sang er es in der Sendung 50 Jahre ZDF-Hitparade mit Thomas Gottschalk am 27. April 2019.

## Rezeption

### Preise
1984 gewann Howard Carpendale mit dem Stück den Silbernen Löwen von Radio Luxemburg.

### Charts und Chartplatzierungen
| ChartsChartplatzierungen | Höchstplatzierung | Wochen/ Monate |
| ------------------------ | ----------------- | -------------- |
| Deutschland (GfK)        | 5 (19 Wo.)        | 19 Wo.         |
| Österreich (Ö3)          | 10 (1 Mt.)        | 1 Mt.          |
| Schweiz (IFPI)           | 3 (15 Wo.)        | 15 Wo.         |

| ChartsJahrescharts (1984) | Platzierung |
| ------------------------- | ----------- |
| Deutschland (GfK)         | 45          |
| Schweiz (IFPI)            | 14          |

## Coverversionen (Auswahl)
Coverversionen existieren unter anderem von:
- 1988: Peach Weber (Grüezi und Hello Again)
- 2005: Tim Toupet
- 2010: Matze Knop (Pokal Again)
- 2014: Franck Olivier
- 2014: Los Paraguayos (Hello Again mi amor)
- 2015: Klee
- 2017: Gregor Meyle
- 2021: Captain Cook und seine singenden Saxophone